# Azitromicina
L'azitromicina è un antibiotico appartenente alla famiglia dei macrolidi, commercializzato dalla Pfizer col nome di Zitromax® e da altre aziende.

## Storia
Un team di ricercatori dell'azienda farmaceutica Pliva di Zagabria, in Croazia, Gabrijela Kobrehel, Gorjana Radobolja-Lazarevski e Zrinka Tamburašev, guidati dal Dr. Slobodan Đokić, hanno scoperto l'azitromicina nel 1980. La società Pliva l'ha brevettata nel 1981. Nel 1986, Pliva e Pfizer hanno firmato un accordo di licenza, che ha conferito a Pfizer i diritti esclusivi per la vendita di azitromicina in Europa occidentale e negli Stati Uniti. Pliva ha immesso sul mercato la sua azitromicina nell'Europa centrale e orientale col marchio Sumamed nel 1988. Pfizer ha lanciato l'azitromicina con la licenza di Pliva in altri mercati col marchio Zithromax nel 1991. La protezione del brevetto è terminata nel 2005. 

## Caratteristiche
- primo macrolide a 15 atomi;
- capostipite dei macrolidi di seconda generazione;
- spettro d'azione ampliato;
- farmacocinetica peculiare;
- efficace contro lo streptococco.

## Spettro d'azione
- attività estesa ai bacilli Gram-;
- migliorata attività nei confronti di Haemophilus, Moraxella e microrganismi intracellulari (Chlamydia, Mycoplasma, Legionella, Toxoplasma, micobatteri non tubercolari e Streptococco);
- ipertrofia gengivale secondaria, indotta da un trattamento con Ciclosporina A, frequente nella pratica odontoiatrica. L'origine dell'ipertrofia e il meccanismo di azione del principio non erano del tutto chiariti al 2008. Esso è mediato dai fibroblasti, dalle citochine e dalle matrici metalloproteinasi[3].

Nel 2025 l'EMA ha rivisto le linee guida sull'utilizzo dell'azitromicina per preservare il farmaco dalla resistenza agli antibiotici.

## Farmacocinetica
- assorbimento gastroenterico ridotto dalla presenza di cibo solo per la formulazione in capsule (non in commercio in Italia)[5];
- tassi sierici bassi e livelli tissutali elevati;
- emivita assai lunga (68 ore);
- volume di distribuzione elevato;
- eliminazione biliare.

## Effetti collaterali
Gli effetti avversi più comuni sono diarrea (5%), nausea (3%), dolore addominale (3%) e vomito. Meno dell'1% delle persone interrompe l'assunzione del farmaco a causa di effetti collaterali. Sono stati riportati nervosismo, reazioni cutanee e anafilassi. È stata segnalata la perdita dell'udito. 
Occasionalmente, le persone hanno sviluppato epatite colestatica o delirio. Il sovradosaggio endovenoso accidentale in un neonato ha causato un grave blocco cardiaco, con conseguente encefalopatia residua.
Nel 2013 la Food and Drug Administration (FDA) ha emesso un avviso che l'azitromicina "può causare cambiamenti anormali nell'attività elettrica del cuore che possono portare a un ritmo cardiaco irregolare potenzialmente fatale". La FDA ha citato nell'avvertimento uno studio del 2012 che ha scoperto che il farmaco può aumentare il rischio di morte, specialmente in quelli con problemi cardiaci, rispetto a quelli su altri antibiotici come l'amoxicillina. L'avviso indicava che le persone con condizioni preesistenti sono particolarmente a rischio, come quelle con prolungamento dell'intervallo QT, bassi livelli ematici di potassio o magnesio, una frequenza cardiaca più lenta del normale o coloro che usano determinati farmaci per trattare ritmi cardiaci anormali.
È stato riportato che l'azitromicina blocca l'autofagia e può predisporre i pazienti con fibrosi cistica all'infezione da micobatteri.